# Ералд Дервиши
Ералд Дервиши (рођен 10. новембра 1979) је албански шаховски велемајстор. Он је двоструки шаховски шампион Албаније.

## Шаховска каријера
Рођен 1979. године у Драчу, Дервиши је освојио албански шаховски шампионат 1996. и 1997. године. Титулу велемајстора стекао је 1998. године, поставши први албанац који је освојио ту титулу. Додељено му је признање Велики мајстор рада од албанског Председника Бујре Нишанија у мају 2017. године. Он је најбоље пласирани албански играч на ретинг листи ФИДЕ, у фебруару 2018. године.